# Angelo Agostini
Angelo Agostini (8 de abril de 1843 – 23 de enero de 1910) era un ilustrador, periodista y fundador de varias publicaciones y a pesar de haber nacido en Italia, está considerado el primer dibujante brasileño.

## Biografía
Agostini nació en Vercelli, Italia, pero en su adolescencia estudió Bellas Artes en París y llegó a Brasil en 1859 con su madre la cantante Raquel Agostini donde se quedó.
Publicó sus dibujos en Diabo Coxo de São Paulo  en1864. Posteriormente trabajó en Cabrião y Revista Arlequim, produciendo una secuencia serializada en Vida Fluminense titulada As Aventuras de Nhô Quim (Las Aventuras de Nhô Quim).

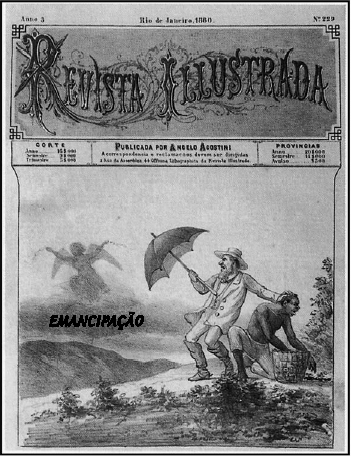
Revista Ilustrada de 1880. Ilustración de Angelo Agostini

En el primer capítulo publicado el 30 de enero de 1869, dibujó historias de confrontación entre la cultura agrícola y urbana y comentarios políticos a través de historias visuales capaces de lograr la atención de una población en gran parte analfabeta.
Durante los años 1880 Agostini trabajó en el periódico Revista Ilustrada, destacando su cobertura ilustrada anual del Carnaval. 
El 27 de enero de 1883 se publicó el primer capítulo de Las Aventuras de Zé Caipora iniciando la publicación de 35 episodios creados a lo largo de varios años. Consiguió además un importante impacto multimedia: se imprimieron cuatro ediciones de la serie inspirando además una canción popular y dos películas mudas.
Agostini creó la revista Don Quixote en 1895, mantenida hasta 1906 y con Luiz Bartolomeu de Sousa e Silva fundó la influyente revista juvenil O Tico-Tico en 1905.
En sus años finales trabajó para la revista O Malho, hasta su muerte en 1910.

## Legado

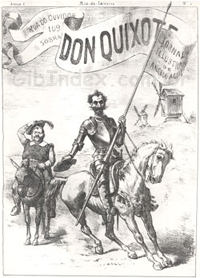
Cubierta de Don Quixote #1 (1885) por Agostini

* En honor de Agostini se creó el Prêmio Angelo Agostini es un premio de cómics brasileño otorgado por la Associação dos Quadrinhistas e Caricaturistas do Estado de São Paulo desde 1985.